# Paracalybistum villiersi
Paracalybistum villiersi là một loài bọ cánh cứng trong họ Cerambycidae.